# Breaking News
Breaking News (xinès 大事件) és una pel·lícula d'acció de Hong Kong del 2004 produïda i dirigida per Johnnie To, i protagonitzada per Richie Jen, Kelly Chen, Nick Cheung, Eddie Cheung, Simon Yam i Maggie Shiu. La pel·lícula es va estrenar fora de competició al 57è Festival Internacional de Cinema de Canes.

## Argument
La Policia de Hong Kong es troba en una crisi de relacions públiques després d'un tiroteig desastrós i l'escena d'un oficial de policia que es lliurava amb aparent por als mafiosos va ser capturada i transmesa pels mitjans locals. L'inspector Cheung i la seva tripulació són assignats a la tasca d'atrapar aquests mafiosos, liderats per l'intel·ligent i enginyós Yuen.
Mentrestant, la superintendent Rebecca Fong lidera un esforç per part de la policia de Hong Kong per enganyar els mitjans de comunicació i salvar la reputació de l'equip policial. Ella veu l'oportunitat d'una incursió contra els mafiosos que s'amaguen en un apartament, mentre l'inspector Cheung dirigeix el seu propi equip per buscar els mafiosos, amb moltes baralles entremig. Mentre la policia està evacuant l'apartament, Yuan rescata accidentalment un altre equip: l'assassí Chun i els seus companys. Yuan i Fong utilitzen els mitjans de comunicació per fer una guerra de propaganda.
Yuan i Chun finalment decideixen crear el caos. S'escapa de l'apartament després d'alliberar els residents restants de l'apartament, tenint un tiroteig amb la policia durant el caos amb la mort dels seus companys. Cheung i Fong veuen a través del seu truc i segueixen a Yuan. Yuan pren Fong com a ostatge i va al lloc on Chun va per assassinar l'objectiu, i actua en el seu lloc, però Cheung i altres agents de policia segueixen el rastrejador de Fong i corren cap al lloc dels fets, cosa que fa que l'assassinat sigui impossible. Fong diu que no deixaria que aquest "show" s'esfondri a les seves mans. Yuan sabia que la derrota estava decidida, així que va decidir exposar-se i la policia el mata a trets. La policia promociona Cheung i Fong com els herois d'aquest "espectacle".
Al final de la història, l'assassí Chun ocupa el lloc de Yuan per segrestar el vehicle de retirada d'efectiu i també és mort a trets.

## Repartiment
- Richie Jen com a Yuen, un criminal intel·ligent
- Kelly Chen com a superintendent Rebecca Fong
- Nick Cheung com a inspector sènior Cheung de la brigada de criminalitat del districte
- Eddie Cheung com a superintendent en cap Eric Yeung
- Benz Hui com el sergent Hoi, subordinat de l'inspector Cheung
- Lam Suet com a Yip, ostatge
- You Yong com a Chun
- Ding Haifeng com a pulmó
- Li Haitao com a Chung
- Simon Yam com a Asst. Comissari Wong (aparició especial)
- Alan Chui Chung-San com a objectiu de Chun
- Maggie Shiu com a inspectora Grace Chow, de relacions públiques policials (aparició especial)
- Wong Chi-wai com a Wang
- Wong Wah-wo com a cabell blanc[2][3]

## Premis i nominacions
| Premis i nominacions                                           | Premis i nominacions           | Premis i nominacions | Premis i nominacions |
| Cerimònia                                                      | Categoria                      | Receptor             | Resultat             |
| -------------------------------------------------------------- | ------------------------------ | -------------------- | -------------------- |
| 24ns Hong Kong Film Awards                                     | Millor pel·lícula              | Breaking News        | Nominat              |
| 24ns Hong Kong Film Awards                                     | Millor director                | Johnnie To           | Nominat              |
| 24ns Hong Kong Film Awards                                     | Millor actriu secundària       | Maggie Shiu          | Nominat              |
| 24ns Hong Kong Film Awards                                     | Millor muntatge                | David M. Richardson  | Nominat              |
| 41ns Premis de Cinema Golden Horse                             | Millor pel·lícula              | Breaking News        | Nominat              |
| 41ns Premis de Cinema Golden Horse                             | Milor director                 | Johnnie To           | Guanyador            |
| 41ns Premis de Cinema Golden Horse                             | Millor muntatge                | David M. Richardson  | Guanyador            |
| 41ns Premis de Cinema Golden Horse                             | Millor coreografia d’acció     | Yuen Bun             | Nominat              |
| 41ns Premis de Cinema Golden Horse                             | Millors efectes visuals        | Stephen Ma           | Nominat              |
| 41ns Premis de Cinema Golden Horse                             | Millor direcció artística      | Yee Chung-Man        | Nominat              |
| 11ns Premis de la Hong Kong Film Critics Society               | Pel·lícula de Mèrit            | Breaking News        | Guanyador            |
| 10ns Premis Golden Bauhinia                                    | 10 millor pel·lícules en xinès | Breaking News        | Guanyador            |
| 7è Festival de Cinema de Changchun                             | Millor actriu                  | Kelly Chen           | Nominat              |
| XXXVII Festival Internacional de Cinema Fantàstic de Catalunya | Millor director                | Johnnie To           | Guanyador            |

## Remakes
A Rússia s'ha rodat un remake titulat Goriatxie Novosti. Està produït per Tandem Pictures amb seu a Moscou i Illusion Film de Goteborg i dirigit pel jove director suec Anders Banke. La versió russa/sueca de Breaking News es va estrenar als cinemes a Rússia ia l'antiga URSS el 7 de maig de 2009.